# Джо Ворд
Джозеф Ворд (англ. Joseph Ward; нар. 30 жовтня 1993,  Західний Міт, Ірландія) — ірландський боксер-любитель,  дворазовий срібний призер чемпіонатів світу (2015 та 2017) бронзовий призер чемпіонату світу (2013) та триразовий чемпіон Європи (2011, 2015 та 2017).

## Аматорська кар'єра

### Чемпіонат світу 2013
- 1/16 фіналу. Переміг Матеуша Трука (Польща) 3-0
- 1/8 фіналу. Переміг Норберта Харшу (Угорщина) 3-0
- 1/4 фіналу. Переміг Микиту Іванова (Росія) 3-0
- 1/2 фіналу. Програв Хуліо Сезар Ла Крузу (Куба) 0-3

### Чемпіонат світу 2015
- 1/8 фіналу. Переміг Олександра Хижняка (Україна) 3-0
- 1/4 фіналу. Переміг Михайла Долголевеця (Білорусь) 3-0
- 1/2 фіналу. Переміг Ельшода Расулова (Узбекистан) 3-0
- Фінал. Програв Хуліо Сезар Ла Крузу (Куба) 0-3

### Олімпійські ігри 2016
- 1/8 фіналу. Програв Карлосу Андреасу Міна (Еквадор) 1-2

### Чемпіонат світу 2017
- 1/8 фіналу. Переміг Яго Казірія (Грузія) 5-0
- 1/4 фіналу. Переміг Михайла Долголевеця (Білорусь) 5-0
- 1/2 фіналу. Переміг Бектеміра Мелікузієва (Узбекистан) 3-2
- Фінал. Програв Хуліо Сезар Ла Крузу (Куба) 0-5